# RT de l'Escaire
RT de l'Escaire (RT Normae) és una estrella variable de tipus R Coronae Borealis a la Constel·lació d'Escaire. Té una magnitud inicial de 9,8, caient fins als 14,7 en els seus mínims.
Té menys del 55% de la massa del Sol i una temperatura efectiva (superficial) d'uns 7.000 K.